# Parotis amboinalis
Parotis amboinalis är en fjärilsart som beskrevs av Swinhoe 1906. Parotis amboinalis ingår i släktet Parotis och familjen Crambidae. Inga underarter finns listade i Catalogue of Life.